# Петрович (герб)
Петрович (пол. Piotrowicz) – шляхетський герб, різновид герба Леліва.

## Опис герба
У блакитному полі золоті хрест, шестикутна зірка і півмісяць рогами до гори в стовп. В клейноді три пера страуса: золоті між блакитними. Намет блакитний, підбитий золотом.
Островський відзначає (на основі Несецького) інший варіант цього герба:
У блакитному полі над золотим півмісяцем золотий хрест між трьома шестипроменевими зірками. У клейноді три пера страуса.

## Історія
Згідно Юліуша Кароля Островського різновид належав Петровичу із Жемайтії в XVI столітті.
На печатці Петровичів 1581 року полі стовп, що у горі перетнутий двома балками в косий хрест, а в кінці перекрижований у косий хрест кольору невідомого.

## Рід
Петровичі (Piotrowicz).